# Lieu-Saint-Amand
 Lieu-Saint-Amand  es una comuna y población de Francia, en la región de Norte-Paso de Calais, departamento de Norte, en el distrito de Valenciennes y cantón de Bouchain.
Su población municipal en 2007 era de 1 253 habitantes. Forma parte de la aglomeración urbana de Valenciennes.
Está integrada en la Communauté d'agglomération de la Porte du Hainaut.

## Demografía
| abs. | 347 | 458 | 491 | 601 | 585 | 638 | 621 | 646 | 728 | 850 | 935 | 913 | 835 | 879 | 839 | 819 | 838 | 835 | 850 | 776 | 792 | 811 | 860 | 858 | 922 | 1 137 | 1 128 | 1 067 | 1 172 | 1 265 | 1 247 | 1 253 |
| Para los censos de 1962 a 1999 la población legal corresponde a la población sin duplicidades (Fuente: INSEE [Consultar]) |     |     |     |     |     |     |     |     |     |     |     |     |     |     |     |     |     |     |     |     |     |     |     |     |     |       |       |       |       |       |       |       |